# Ernesto Ortiz
Ernesto David Ortiz Campodonico (24 settembre 1928 – ...) è stato un cestista peruviano.

## Carriera
Con il Perù ha preso parte ai Campionati mondiali del 1950.